# Szczawin Mały-Gajówka
Szczawin Mały-Gajówka – część wsi Szczawin Kościelny w Polsce położona w województwie mazowieckim, w powiecie gostynińskim, w gminie Szczawin Kościelny.
W latach 1975–1998 Szczawin Mały-Gajówka administracyjnie należał do województwa płockiego.
Wierni kościoła rzymskokatolickiego należą do parafii Nawiedzenia Najświętszej Maryi Pannyw Szczawinie Kościelnym.